# Nathan Sobey
Nathan Adam Sobey (Warrnambool, 14 de julho de 1990) é um jogador australiano de basquete profissional que atualmente joga pelo Brisbane Bullets da National Basketball League (NBL).
Ele jogou basquete universitário pelo Cowboys na Universidade de Wyoming. Durante sua temporada de calouro, ele teve médias de 7,9 pontos, 2,9 rebotes e 1,2 assistências. Conquistou a medalha de bronze nos Jogos Olímpicos de Verão de 2020 com a seleção da Austrália.<ref>«St Pat's knocked out of Shield». thecourier.com.au. 4 de junho de 2008. Consultado em 18 de julho de 2021</ref